# 一硫化ゲルマニウム
一硫化ゲルマニウム(Germanium monosulfide)は、化学式GeSの無機化合物である。カルコゲン化物ガラスで、半導体である。赤茶色粉末か黒色結晶となる。乾燥時は空気中で安定であり、湿った空気中ではゆっくりと加水分解するが、水中では急速に反応し、水酸化ゲルマニウム(II)を経て一酸化ゲルマニウムを形成する。真空中で分解せずに昇華する数少ない硫化物の一つである。

## 合成
クレメンス・ヴィンクラーにより、二硫化ゲルマニウムをゲルマニウムで還元することで初めて合成された。他の方法には、水素ガス流中での還元や過剰量の次亜リン酸での還元の後、真空中で昇華すること等がある。

## 構造
黒リンに似た層状構造である。Ge-S間距離は、247から300 pmである。気相では、Ge-S結合長は201.21 pmである。